# В'ялково (Армізонський район)
В'я́лково (рос. Вьялково) — присілок у складі Армізонського району Тюменської області, Росія.
Населення — 80 осіб (2010, 143 у 2002).
Національний склад станом на 2002 рік:
- росіяни — 98 %